# George Brown, baron George-Brown
George Alfred George-Brown, baron George-Brown, född 2 september 1914, död 2 juni 1985, var en brittisk Labourpolitiker som var vice partiledare för Labourpartiet från 1960 till 1970 och innehade flera kabinettsposter under premiärminister Harold Wilson, bland annat som utrikesminister och First Secretary of State.
Efter att ha slutat skolan vid 15 års ålder började Brown arbeta som kontorist innan han gick med i Transport and General Workers' Union. Han steg snabbt i graderna inom fackföreningen som organisatör, och strax före valet 1945 valdes han till Labourpartiets kandidat i Belper. Han besegrade den konservative kandidaten och fortsatte att inneha platsen fram till sitt eget nederlag i valet 1970. Han tjänstgjorde en kort tid i Clement Attlees regering som arbetsminister 1951. Efter att Labour förlorat regeringsmakten blev han utnämnd till skuggkabinettet och kom att betraktas som en ledare för den fackligt stödda fraktionen till höger om Labourpartiet. Efter Aneurin Bevans plötsliga död 1960 lyckades Brown i valet som ersättare för honom som vice partiledare för Labourpartiet.
Tre år senare, efter Hugh Gaitskells plötsliga död, blev Brown tillförordnad ledare för Labourpartiet och var följaktligen en kort tid ledare för oppositionen. Han kandiderade i valet för att få rollen permanent, men besegrades av Harold Wilson. En bidragande orsak till hans nederlag var oro från kolleger över effekterna av hans välkända alkoholism, en åkomma som följde honom livet ut. Efter Labours seger i valet 1964 utnämnde Wilson Brown till First Secretary of State, vilket gjorde honom till den näst högste medlemmen av kabinettet, och utnämnde honom till den nya posten som ekonomiminister, i ett misslyckat försök att inskränka finansdepartementets makt.
Två månader efter Labours jordskredsseger i valet 1966 flyttade Wilson Brown till rollen som utrikesminister, ett jobb han alltid hade eftertraktat. Trots detta fortsatte Brown att kämpa med sin alkoholism, och efter flera gräl med Wilson 1968 kom de två överens om att Brown skulle avgå. Brown förlorade sin plats i Belper 1970 och upphöjdes kort därefter till Brittiska överhuset. Han insisterade, efter att alltid ha varit känd som "George Brown", att när han tog sin pärsvärdighet i november 1970 skulle han kombinera sitt förnamn och efternamn för att skapa sin titel, Baron George-Brown, av Jevington i grevskapet Sussex.

## Uppxäxt
Brown var det äldsta av fyra barn till George Brown och Rosina Harriett (född Mason), i Lambeth i London. Familjens lägenhet låg i ett bostadsområde för arbetarklassen som byggts av Peabody Trust, en välgörenhetsorganisation för bostäder. Strax efter födseln gav sig hans familj av och flyttade till Peabody Trust-kvarteret vid Peabody Square nära Waterloo station. Hans far, som kom från en familj som länge var bosatt i Southwark, men som trodde sig ha irländskt ursprung, hade under sina tidigare år arbetat som specerihandlare, sedan som lastbils- och skåpbilschaufför, och tjänstgjorde under första världskriget som chaufför till den högre brittiska arméns officerare. Han blev senare pälsförsäljare. Han var en hängiven fackföreningsman och tjänstgjorde så småningom som medlem av det verkställande rådet för Transport and General Workers' Union, och anställdes senare som heltidsanställd tjänsteman. Anklagelser riktades således mot hans sons "arbetarklassmeriter" i ljuset av vad som uppfattades som (om än felaktigt med tanke på hans engelska, skotska och irländska förfäder) hans "East End-kommersiella medelklassjudiska" rötter.
Brown gick på Gray Street Elementary School i Blackfriars där han gjorde tillräckligt bra ifrån sig för att klara ett inträdesprov till West Square Central School, en högstadieskola som nu är en del av ett naturskyddsområde. Brown hade redan anammat sina föräldrars vänsteråsikter och hävdade senare att han hade delat ut flygblad till Labourpartiet i valet 1922 när han var åtta år gammal.
Skolan ville att Brown skulle stanna kvar efter 15 års ålder, men han bestämde sig för att lämna skolan för att tjäna sitt uppehälle och hjälpa sina föräldrar ekonomiskt. Han började arbeta som biträdande kontorist på bokföringsavdelningen på ett företag i staden, men blev uppsagd efter att ha pressat sina kollegor att gå med i en fackförening. Från 1932 arbetade han som pälsförsäljare för John Lewis Partnership, där han släppte sin cockneyaccent för att tilltala societetskunderna. Brown tjänade en hel del på provision. Under denna tid fortsatte Brown sin utbildning genom London County Councils kvällsskolor och Workers' Educational Association. Fattigdomen under hans uppväxt ledde till att Brown senare i livet blev bitter på dem som hade en mer privilegierad bakgrund och en universitetsutbildning.

### Fackligt arbete
Kort efter sitt giftermål den 27 april 1937 med Sophie Levene, dotter till bokbindaren Solomon Levene, anställdes Brown som huvudboksbiträde vid Transport and General Workers Union, och utsågs året därpå till distriktsorganisatör för Watford. Vid det här laget var Brown aktiv inom Labourpartiet och Labour League of Youth. Han kandiderade som moderat kandidat till ordförandeposten, men vid Labourpartiets kongress 1937 besegrades han av vänsterkandidaten Ted Willis, som senare blev TV-skribent. På partikongressen 1939 gjorde Brown sig känd genom ett starkt tal där han krävde att Stafford Cripps skulle uteslutas för att han förespråkade en folkfront. Under resten av Cripps liv vägrade han att tala med Brown.
Efter andra världskrigets utbrott i september 1939 anmälde sig Brown som frivillig till Royal Air Force, men arbetsmarknadsministern Ernest Bevin behöll Brown och andra fackföreningsfunktionärer på sina civila jobb. Bevin var en av Labourledarna som togs in i koalitionsregeringen under kriget. Brown själv tjänstgjorde som tillfällig tjänsteman vid jordbruksministeriet från 1940 och framåt.

## Tidig politisk karriär

### Parlamentsledamot
Som tjänsteman vid TGWU var Brown en attraktiv kandidat för Labours valkretsar som sökte en kandidat, eftersom TGWU sponsrade honom och betalade valkostnaderna. Han valdes för Belper, en blandad valkrets nära Derby, som var en av Labours främsta mål. I valet 1945 vann Brown platsen från de konservativa med en majoritet på 8 881 röster. Han blev inbjuden som en av ett dussin "Young Victors" till en privat middag som gavs av Hugh Dalton den 30 juli 1945 som var talangscout och nätverkande. Brown valdes omedelbart till parlamentarisk privatsekreterare (PPS) till George Isaacs, som hade efterträtt den befordrade Bevin som arbetsmarknadsminister, men hans tid med Isaacs blev kort.
Brown var både skicklig på att förstå politiska frågor och hur man kommunicerar dem, och gemytlig och allmänt populär inom Labourpartiet i parlamentet (utom bland vänsterfalangen, som han angrep som "långhåriga intellektuella"). Han arbetade en kort tid som PPS för finansminister Hugh Dalton från april 1947, vid en tidpunkt då den ekonomiska situationen i Storbritannien knappt hade förbättrats och ministern behövde maximalt politiskt stöd. Brown inledde en misslyckad plan för att få Clement Attlee ersatt som premiärminister av Ernest Bevin, dock utan att rådfråga Bevin som inte gillade det.

### Ministär
Trots att Attlee kände till allt om Browns planer på att avsätta honom, utnämnde han snabbt Brown till Joint Parliamentary Secretary to the Board of Agriculture and Fisheries. Premiärministern hade bestämt sig för att det vore bäst om Brown hölls sysselsatt. På jordbruksdepartementet arbetade Brown för att få igenom Agriculture Act 1947 som gav prisstöd till bönder och även för att ge mer odlingsbar mark och lindra bristen på maskiner och livsmedel. Regeringens politik syftade till att öka livsmedelsproduktionen så att ransoneringen i Storbritannien kunde avskaffas, men framstegen var långsamma. Attlee kom att uppskatta hans talang. När hans mentor Bevin dog i april 1951 utsågs Brown till minister för arbeten i regeringsombildningen – i spetsen för ett ministerium men inte i kabinettet. Brown ärvde en långvarig kamp av regeringen för att få Towern öppet för turister på söndag och lyckades lösa det genom att överlista konstapeln i Towern i förhandlingarna.

## Opposition

### Valet 1951
Brown slutade att vara minister när Labour förlorade valet 1951. Liksom andra före detta Labourministrar fann Brown sig tvungen att förlita sig på en otillräcklig parlamentslön. Detta ledde till att han övervägde att återvända till att vara facklig tjänsteman. Men 1953 anställdes han som konsult av tidningen Mirror Group, vilket gjorde det möjligt för honom att stanna kvar i politiken.
Brown var en partipolitisk deltagare i Labourpartiets interna strider i början av 1950-talet och motsatte sig Bevaniternas kampanj. Hans naturliga förmåga att föra kampanjer blev välkänd, liksom hans tendens att vara oförskämd mot dem som han hade meningsskiljaktigheter med. Strax efter valet 1955 valdes Brown in i skuggkabinettet för första gången. Från och med december samma år, när hans vän Hugh Gaitskell blev ledare för Labourpartiet, fann Brown det lättare att bli befordrad. Brown hade en privat men mycket omskriven skrikmatch med de sovjetiska ledarna Nikita Chrusjtjov och Nikolaj Bulganin när han var en del av en delegation från Labourpartiet som var inbjuden att äta middag med dem under deras brittiska besök i april 1956. I oktober samma år förlorade han valet till kassör för Labourpartiet mot Aneurin Bevan med 3 029 000 mot 2 755 000 röster.

### Ställföreträdande partiledare
När Bevan dog i juli 1960 blev vice ledarskapet för Labourpartiet vakant vid en tidpunkt då Labourpartiet var djupt splittrat på grund av paragraf IV i partiets stadgar. Brown uppmuntrades att ställa upp som kandidat för Gaitskellite-högern. De andra kandidaterna var vänsterpolitikern Frederick Lee och den moderata men inte tillräckligt seniora James Callaghan. Brown blev vald och slog Lee med 146 röster mot 83 när Callaghan hade eliminerats. Gaitskell som partiledare och Brown som vice partiledare sågs inte av större delen av Labourvänstern som en balanserad akt, och Brown utmanades om posten både 1961 av Barbara Castle och 1962 av Harold Wilson. En del av hans jobb var att förbättra Labours fyllnadsvalskampanj, och han lyckades vinna flera, som den i Middlesbrough West.
Gaitskells plötsliga död i januari 1963 gjorde Browns utmaning om partiledarskapet oundviklig. Han misskötte dock inledningen av sin kampanj. Vid det första mötet i skuggkabinettet efter Gaitskells död kom Brown och hans rival Harold Wilson överens om att föra en ren kamp. Wilson, som anklagades av högern för att underminera partiets enighet, informerade sedan pressen om att båda gick med på att tjäna under den andre, vilket motverkade hans rykte om att konspirera; Brown förkastade alla sådana överenskommelser och utsatte sig själv för den anklagelsen.

### Personliga problem

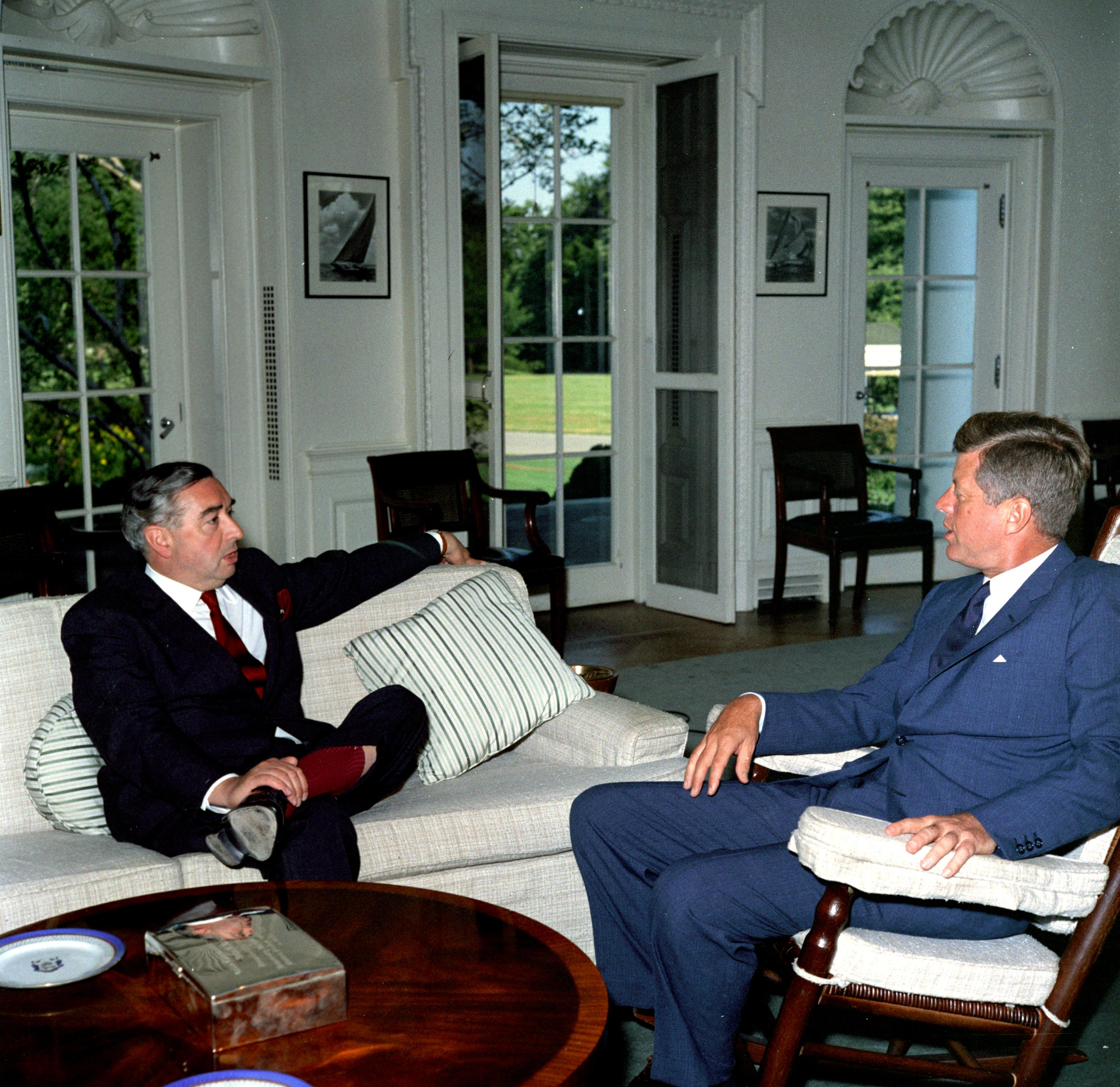
Brown i diskussion med president John F. Kennedy i Ovala rummet i juli 1962.

Många till höger om Labourpartiet, inklusive Anthony Crosland och Denis Healey, stödde James Callaghan som partiledare. De var motståndare till att Wilson skulle väljas till ledare, men de hade goda skäl att inte lita på Brown. Delvis berodde detta på privat kännedom om hans överdrivna drickande, vilket förvärrade hans oförskämda och aggressiva politiska stil och gav upphov till satirtidningen Private Eyes eufemism för berusning, "trött och känslomässig". Crosland kallade ledarskapsvalet "Ett val mellan en skurk (Wilson) och ett fyllo (Brown)". Många av Labours parlamentsledamöter som var beredda att acceptera Brown som vice partiledare var missnöjda med tanken på att han skulle vara ansvarig, och Wilson blev lätt vald. Hans kollega Roy Jenkins säger att han var:
föga entusiastiskt men bestämt för Brown.... Brown var sannerligen inte en ljummen karaktär. Han hade stora egenskaper både i fråga om intellekt och personlighet, även om de uppvägdes av förfärliga fel. Han drack för mycket, särskilt för sitt inte särskilt starka huvud.... Och han förbryllade besvären genom att också vara i stånd till våldsamma humörsvängningar, även när han var nykter. I de stora frågorna hade han nästan undantagslöst rätt och fullföljde sin övertygelse med ihärdigt mod.
Den traditionella pressen hade inte offentliggjort hans drickande, men det blev senare uppenbart när Brown blev inbjuden till Associated-Rediffusion TV för att hylla John F. Kennedy efter mordet på honom (Brown var förmodligen den Labourpolitiker som stod Kennedy närmast). Brown hade kommit från en middag i Shoreditch där han redan hade druckit en hel del och drack mer medan han förberedde sig för att gå ut i sändning – och hade ett gräl med skådespelaren Eli Wallach som blev fysiskt våldsam. När Brown gick ut i sändning fick miljontals tittare se honom tolka en rättvis fråga som en anklagelse om att han hade överdrivit sin närhet, för att sedan ge en surmulen och sluddrig hyllning som det var uppenbart att han var berusad av. Brown var tvungen att gå ut med en offentlig ursäkt.
Brown var bitter över sitt nederlag som ledare, som kom bara några veckor efter att han hade besegrat Wilson i kampen om posten som vice partiledare. Han försvann i fem dagar efter att resultatet tillkännagivits, och använde ett antaget namn för att boka ett flyg till Glasgow. Tidningarna var fulla av berättelser om den försvunna politikern. När han återvände krävde han att Wilson skulle utnämna honom till skuggutrikesminister, vilket Wilson vägrade.
Han behöll posten som vice partiledare och trots sina personliga meningsskiljaktigheter spelade han en viktig roll i att ge Wilson råd om Labours kampanjstrategi i valet 1964. Det bestämdes att Wilson bara skulle hålla ett begränsat antal större kampanjtal utanför London, medan Brown skulle turnera runt i landet och tala på alla marginella platser (hans huvudtema var att förutspå en nära förestående ekonomisk kris). Brown beräknade senare att han hade hållit 100 tal. I en av dem gjorde han en tabbe genom att föreslå att bolåneräntan skulle kunna sänkas till 3 procent. Den konservative finansministern Reginald Maudling var snabb att utnyttja detta och fråga hur mycket det skulle kosta.

## Ekonomiminister

### Ekonomidepartementet
Labour vann valet med en knapp majoritet i parlamentet 1964. I enlighet med vad som tidigare överenskommits med Wilson utsågs Brown till det nyinrättade ekonomidepartementet och vice premiärminister i oktober 1964, genom vilket de båda hoppades kunna införa långsiktig ekonomisk planering och ta bort en del av finansdepartementets makt.
Omedelbart efter att Brown tillträtt fick han veta att budgetunderskottet för det kommande året förutspåddes uppgå till 800 miljoner pund, dubbelt så mycket som Labourpartiet hade förutspått som den sämsta möjliga siffran före valet. De ledande ekonomiministrarna presenterades för tre alternativ, bland annat en devalvering av det brittiska pundet för att hantera krisen. De beslutade om ett tillfälligt påslag på importerade varor. Under de följande månaderna övertalades Brown dock av sin ställföreträdare Anthony Crosland att det hade varit ett misstag att utesluta devalvering. Pundet fortsatte att vara under press 1965 och Brown kämpade under ett 12 timmar långt möte på fackföreningskongressen för att övertala fackföreningarna att acceptera en tuffare pris- och inkomstpolitik, vilket han personligen var motståndare till.
Ekonomidepartementets viktigaste uppgift var att utarbeta en "nationell plan" för ekonomin. Brown blev personligen identifierad med projektet, vilket bidrog till att öka entusiasmen för det bland tjänstemän och Labourpartiet, samtidigt som det intresserade pressen. Efter nästan ett års arbete presenterades planen den 16 september 1965 och man lovade att täcka "alla aspekter av landets utveckling under de kommande fem åren". Planen krävde en 25-procentig tillväxt av bruttonationalprodukten (BNP) från 1964 till 1970, vilket motsvarade 3,8 procent per år. Det fanns 39 specifika åtgärder listade, även om många kritiserades för att vara vaga.

### Juliåtgärder
Efter valet 1966, där Labour blev omvalt med en majoritet på 96 röster, drabbades regeringen av en allvarlig finanskris. Frågan om devalvering togs upp igen på ett mer angeläget sätt, och Brown stödde den nu starkt, men Harold Wilson var bestämt emot och föredrog en rad deflationsåtgärder, inklusive utgiftsnedskärningar och räntehöjningar. Brown trodde att dessa åtgärder skulle skada ekonomin. Finansminister James Callaghan befann sig i mitten, eftersom han motsatte sig devalvering, men ansåg att utan snabba åtgärder var det oundvikligt. Wilson försökte hålla Brown kvar och erbjöd sig till och med att göra honom till finansminister om Callaghan avgick, men Brown stod på sig. När kabinettet röstade mot devalvering med siffrorna 17-6 skickade Brown in en avskedsansökan.
Wilson skickade listigt tillbaka brevet till Brown så att han kunde förneka att han hade mottagit det, och skickade sedan George Wigg för att försöka övertala Brown att strunta i allting. Detta hindrade inte att nyheten nådde allmänheten. Wigg ändrade då sin ståndpunkt och sa till Brown att Wilson skulle acceptera hans avskedsansökan. Bisarrt nog övertygade detta Brown att stanna, och han accepterade alla Wilsons villkor för att stanna i regeringen under ett möte sent på kvällen innan han tillkännagav sin "icke-avgång" för pressen på Downing Street.

## Utrikesminister

### Omplacering till utrikesdepartementet

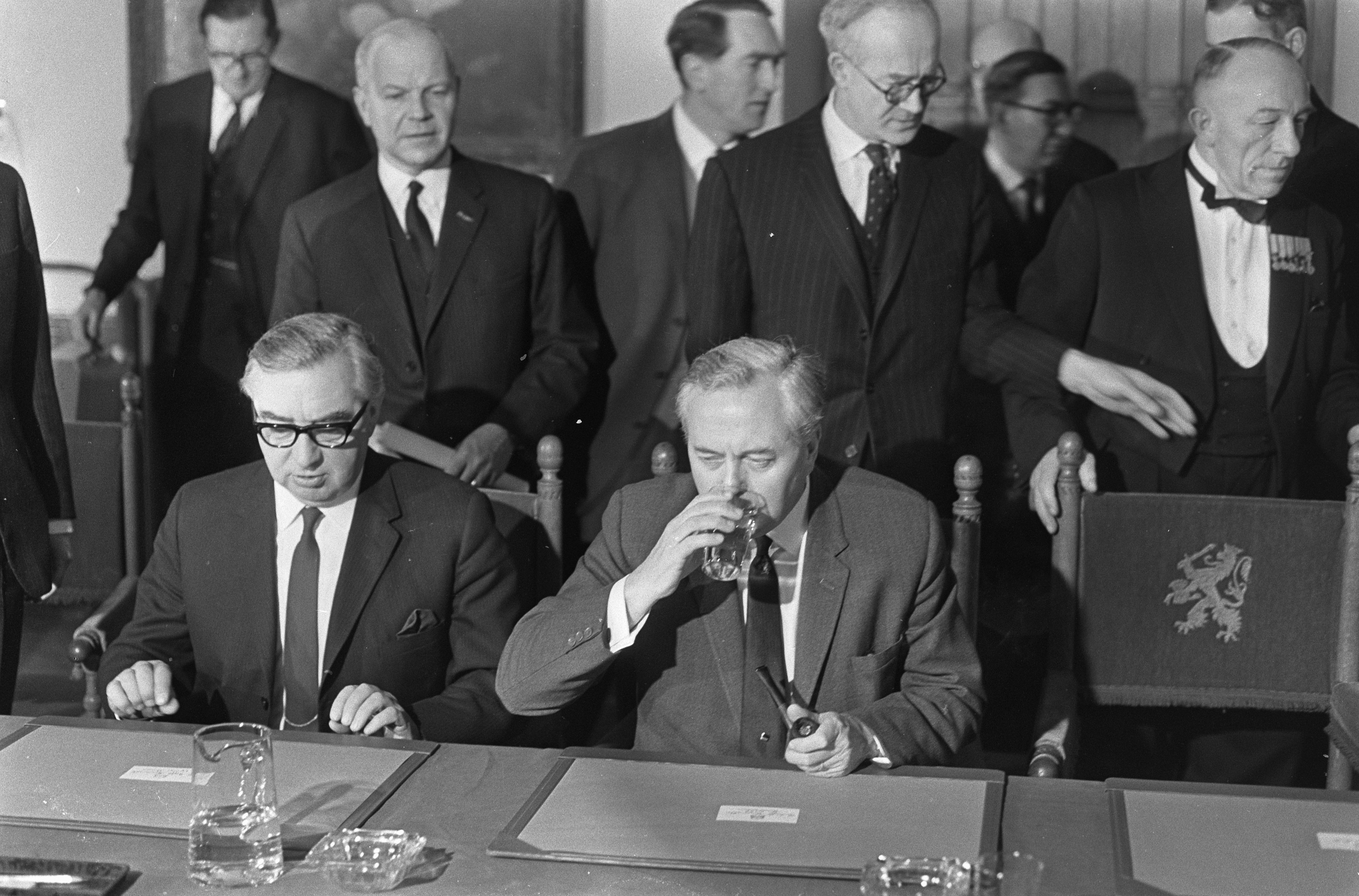
George Brown och Harold Wilson 1967 i Haag

Brown omplacerades till att bli utrikesminister i augusti 1966, ett jobb han eftertraktade. Han ansågs av några av sina regeringskolleger inte ha "exakt rätt temperament för utrikesdepartementet". Detta beslut fick konsekvenser för regeringens inställning till Europeiska ekonomiska gemenskapen, eftersom Brown alltid hade förespråkat ett inträde. Wilson hade varit skeptisk, men inte direkt emot till att gå med, men Brown övertalade honom och resten av Labourpartiet att stödja en ansökan. I maj 1967 tillkännagavs att Storbritannien hade lämnat in sin andra ansökan om medlemskap. Liksom den första lade Charles de Gaulle in sitt veto mot den.
Browns drickande blev mer uttalat när han blev deprimerad av att ha förlorat ansiktet i juli 1966. Hans reaktion på sin depression var att gå till hätska angrepp, till exempel mot sonen till tidningsägaren Cecil King i oktober 1967. År 1968 förolämpade han offentligt hustrun till den brittiske ambassadören i Frankrike, Sir Patrick Reilly, vid en middagsbjudning på den franska ambassaden i London, och avslutade senare ambassadörens karriär på grund av personliga meningsskiljaktigheter. Efter att Wilson fått höra om incidenten med King, kom Brown och berättade för Wilson att han just hade haft ett fruktansvärt gräl med sin fru och inte kunde fortsätta i regeringen. Fler och fler människor blev medvetna om Browns alkoholism, och tidningen Private Eye lyckades antyda skandalen med en parodi på en promemoria med titeln "Brown: F.O. Acts". Promemorian innehöll översättningar till olika språk av orden trött, överansträngd, expansiv, överarbetad, färgstark och känslosam, och uttrycket "trött och känslosam" myntades som en förskönande omskrivning för "berusad". Ett antal anekdoter som berättade historier om hans berusning cirkulerade. Den mest kända var när han berusad deltog i en formell tillställning i Peru, ska ha bett ärkebiskopen av Lima att dansa med honom, misstog ärkebiskopen för en kvinna och inte insåg att den peruanska nationalsången spelades. Historien är sannolikt osann eftersom Brown inte besökte Sydamerika under sin mandatperiod.
Brown skröt faktiskt en gång om att "Många parlamentsledamöter dricker och jagar kvinnor – jag har aldrig jagat en kvinna"; Vilket med största sannolikhet var sant. Det fanns aldrig en antydning om hans sexliv under hans karriär.

### Avgång
Trots devalveringen i november 1967 hamnade pundet återigen under hård press i mars 1968. När Wilson ville utlysa en akut helgdag för att ge andrum försökte han kontakta sin utrikesminister. Brown kunde inte hittas och hans stab rapporterade att hans tillstånd var "bara 'sådär' när han senast sågs", så Wilson sammankallade ett särskilt möte med Privy Council utan honom. Brown var upprörd över att Wilson inte hade försökt kontakta honom mer, och träffade andra ministrar som inte hade informerats om att möta Wilson vid ett möte tidigt på morgonen. Brown, som verkade mycket berusad, skrek osammanhängande åt Wilson, som var nästan lika arg och försvarade sig. I slutet av mötet stormade Brown ut.
Det var oklart om han hade avgått men Brown gjorde ingenting nästa dag för att be om ursäkt. Klockan sex på kvällen skickade han ett brev där det stod "Jag anser det vara bättre att vi skiljs åt" men där det inte stod något om "avsked". Wilson bestämde sig för att svara med att acceptera Browns avskedsansökan men skickade också ett meddelande om att Brown hade en halvtimme på sig att säga om brevet hade misstolkats. Brown reagerade inte på detta och lämnade därför regeringen, men inte i den glans av ära som han hade hoppats på.
I kabinettsdokument som släpptes 1999 stod det klart att Wilson var upprörd över Browns avgång 1968: sjutton utkast till hans svar skrevs innan han slutligen accepterade hans avgång.

### Nederlag
Browns valkrets Belper hade genomgått en betydande utveckling sedan han hade blivit vald. De flesta av de nya bostäderna var avsedda för medelklassområden i närheten av Derby och innehöll mestadels konservativa väljare. Trots att en rapport 1969 rekommenderade att mandatet skulle avskaffas, beslutade regeringen att skjuta upp ändringarna och Brown var tvungen att kandidera på en plats som höll på att flyttas bort från hans parti. Till detta kom att han förblev vice partiledare för Labourpartiet och reste runt i landet och höll tal för andra Labourkandidater under valet 1970. Hans konservative motståndare Geoffrey Stewart-Smith hade tillbringat de senaste fyra åren med att sköta den parlamentariska valkretsen. Brown förlorade sin plats med mer än 2 000 röster.
I Browns tal strax efter valresultatet sa han att han skulle "låna ut" sin valkrets till de konservativa.

## Ålderdom

### Life peer
Brown bestämde sig snabbt för att inte försöka återta sin plats och gjordes till en Life peer. När beslutet tillkännagavs sa Brown till pressen: "Som jag förstår det måste jag välja en titel – men jag hoppas för alla, jag kommer helt enkelt att förbli George Brown." Detta förebådade en lång tvist om titelns ordalydelse. Brown ville vara "Lord George Brown", men Garter King of Arms (Riksheraldikern) hävdade att adelstitlar traditionellt bara innehöll efternamn, inte förnamn. Brown hade ingen förståelse för invändningen och noterade att det hade funnits motexempel som Lord Ritchie-Calder och Lord Francis-Williams. Även fältmarskalk Sir Alan Brooke blev Viscount Alanbrooke. Till slut gav Garter King of Arms med sig på villkor att Brown samtidigt ändrade sitt efternamn till George-Brown, så till slut blev hans titel Baron George-Brown av Jevington i grevskapet Sussex. År 1971 publicerade han sina memoarer med titeln In My Way. När Harold Wilson hörde titeln ska han ha sagt att den var mycket passande, eftersom det var precis där han alltid hade hittat George Brown genom åren. Han fick arbete på textilföretaget Courtaulds och arbetade senare för Commercial Credit (Holdings) och British Northrop.
Den 2 mars 1976 meddelade George-Brown att han skulle lämna Labourpartiet i protest mot en regeringslagstiftning som stärkte facklig tvångsanslutning. Detta tillkännagivande överskuggades när han kollapsade och föll ner i en rännsten och fick hjälpas upp av tidningsreportrar, vilket antogs vara ett resultat av hans drickande. Dagen därpå tryckte The Times åsikten att "En berusad Lord George-Brown är en bättre man än en nykter premiärminister".
George-Brown var inbjuden att hålla 1978 års Marlow (Scotland) Lecture för Institution of Engineers and Shipbuilders i Skottland. Han valde ämnet "Storbritanniens framtid: betydelsen av den europeiska dimensionen".
George-Brown blev ordförande för Social Democratic Alliance i januari 1981, och var en av undertecknarna av en annons i The Guardian den 5 februari till stöd för Limehousedeklarationen. Han meddelade dock inte att han skulle bli medlem i det socialdemokratiska partiet (SDP) förrän efter fyra år. Vid det laget hade hans rykte sjunkit så till den grad att Bill Rodgers, som hade varit Browns parlamentariska privatsekreterare vid ekonomidepartementet (DEA) och utrikesdepartementet, beskrev honom som "en pinsamhet snarare än en tillgång för sina gamla vänner som grundade SDP". Hans bror Ron, som hade varit parlamentsledamot för Labour sedan 1964, hade också gått med i partiet.
1978 anställde George-Brown en ung kanadensisk kvinna, Kathy Mason, som sin personliga sekreterare, och hon arbetade för honom fram till våren 1980. Vid den tiden, innan han återvände till Kanada, tränade Mason den nyanställda Maggie Haimes, då 31 år gammal, för att fylla hennes position. Två år senare, den 24 december 1982, efter 45 års äktenskap, lämnade Brown sin fru och flyttade hem till Haimes. Han ändrade dock inte sitt testamente från 1969 som gav hans egendom till Lady George-Brown.

### Död
När hans hälsa försämrades upptogs George-Brown, en anglo-katolsk anglikan, i den romersk-katolska tron. Han led av skrumplever och avled efter en stroke den 2 juni 1985 på Duchy Hospital i Truro, Cornwall. Han kremerades på Golders Green Crematorium i London och hans aska begravdes under en rosenbuske i krematoriets trädgård. Han efterlämnar hustrun Sophie, Lady George-Brown (född Levene) (1911–1990), döttrarna Frieda och Pat samt älskarinnan Margaret "Maggie" Haimes.